# Тонкоклювые медоуказчики
Тонкоклювые медоуказчики (лат. Prodotiscus) — род небольших птиц семейства медоуказчиковых. В состав рода включают три вида.
Птицы распространены в Африке южнее Сахары. Живут в тропических лесах.
Тело длиной 10—13,5 см и массой 8,9—16,5 г.
В отличие от других медоуказчиковых, они не питаются пчелиным воском. Охотятся на насекомых и пьют нектар. Гнездовые паразиты. Откладывают яйца в гнёзда цистиколовых и нектарницевых.

## Виды
- Prodotiscus insignis — Карликовый тонкоклювый медоуказчик
- Prodotiscus regulus — Тонкоклювый медоуказчик
- Prodotiscus zambesiae